# خطاف رفع

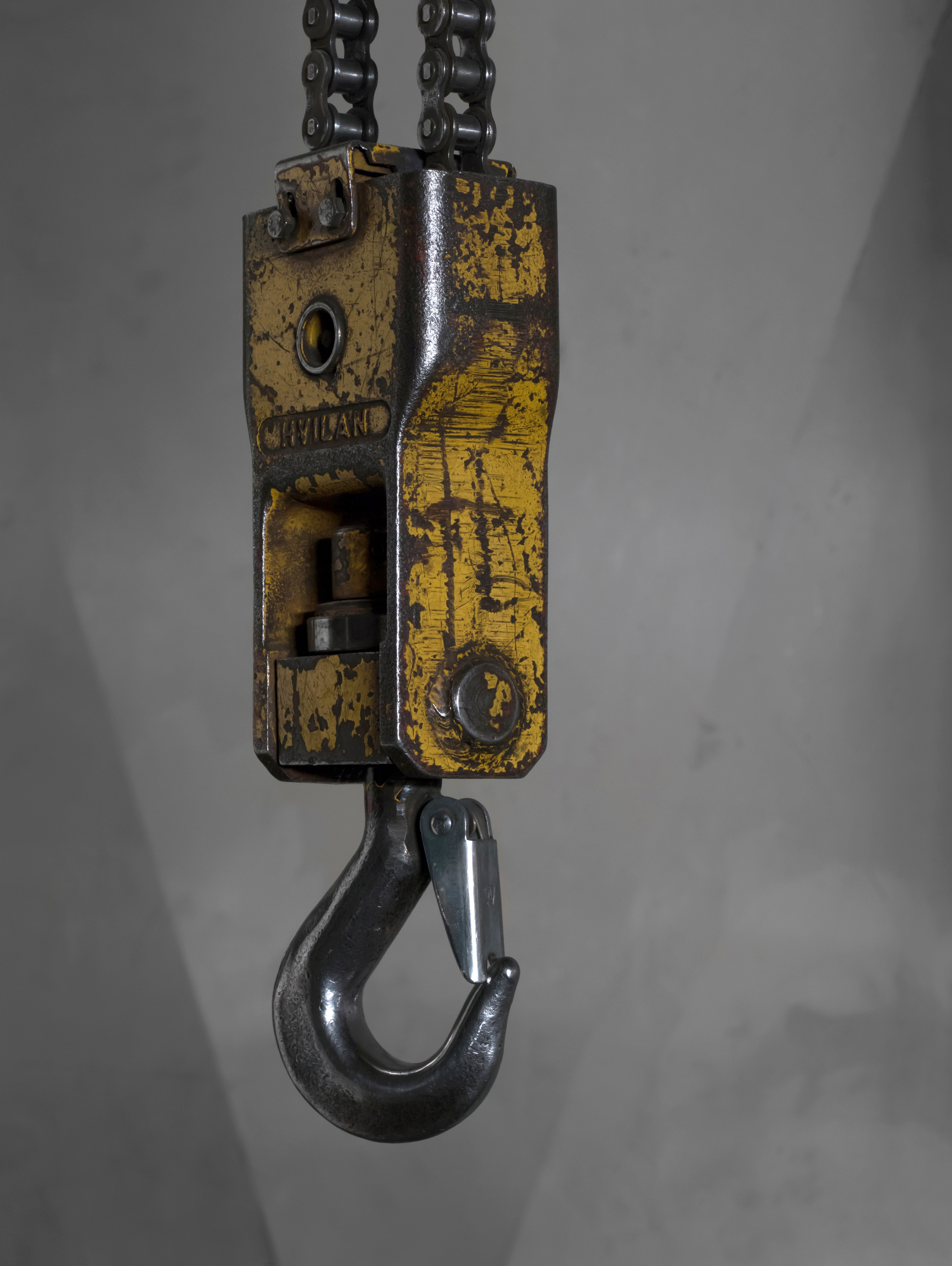
خطّاف رفع مع مزلاج أمان.

خطّاف الرفع هو أداة تستخدم لتعليق ورفع الأحمال باستخدام آلات الرفع المختلفة مثل الملفاف أو الآلة الرافعة. وعادة ما يزود الخطّاف بمزلاج أمان لمنع انفلات الحبل أو السلسلة أو السلك المرتبط بالحمل المراد رفعه. يمكن أن يحتوي الخطّاف على بكرة مدمجة لمضاعفة قوة الرفع.

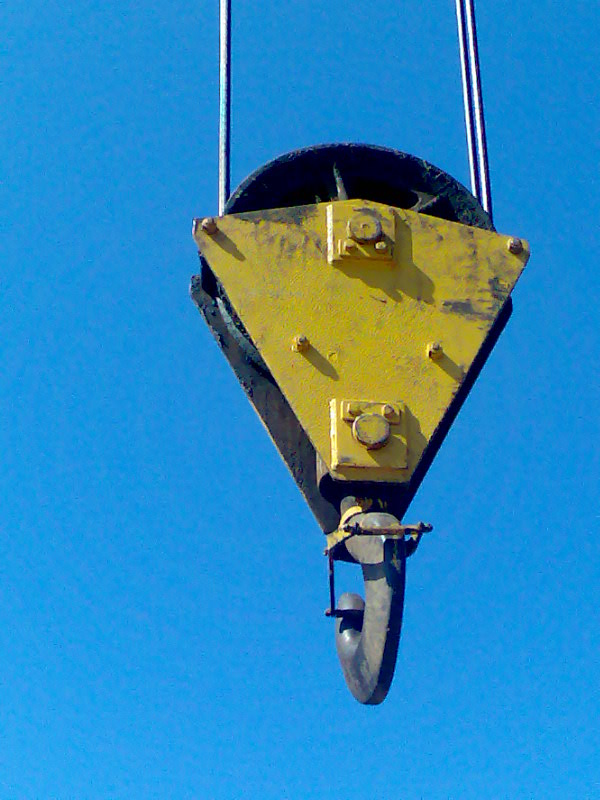
خطّاف رفع متصل بعجلة يديرها حبل ممتد من الرافعة